# إساءة (خلق)
الإساءة صفة وأمر مذموم لا تقبله النفس البشرية السوية، والإنسان قد يسيء لنفسه أو لغيره، بعمد أو غير عمد، والإساءة قد تكون بأشكال وصور عديدة تتفاوت في حقبها. والإِسَاءة في الاصطلاح هي: فعل أمر قبيح جار مجرى الشَّرِّ يترتَّب عليه غمٌّ لإنسان في أمور دينه ودنياه، سواء أكان ذلك في بدنه أو نفسه أو فيما يحيط به من مال أو ولد أو قنية.
والإساءة في اللغة: مصدر، أساء الرَّجل إِساءةً: خِلاف أحْسَن، وأساء الشَّيء: أفْسَده، ولم يُحْسِن عَمَله، ويقال: أساء به، وأساء إليه، وأساء عليه، وأساء له ضِد أحسن، معنًى واستعمالًا، وقول سَيِّئ: يَسُوء.

## الفرق بين الإساءة وغيرها من الصفات المقاربة

### الفرق بين الإِسَاءة والنِّقْمَة
أنَّ النِّـقْمَة قد تكون بحقٍّ، جزاءً على كُفران النِّعمة.
والإِسَاءة: لا تكون إلَّا قبيحة. ولذا لا يصحُّ وصفه تعالى بالمسيء، وصحَّ وصفه بالمنتقم.
قال -سبحانه-: ((وَاللّهُ عَزِيزٌ ذُو انتِقَامٍ)) [آل عمران: 4]، وقال: ((وَمَنْ عَادَ فَيَنتَقِمُ اللّهُ مِنْهُ)) [المائدة: 95].

### الفرق بين الإِسَاءة والمضَرَّة
أنَّ الإِسَاءة: قبيحة، بينما المَضَرَّة قد تكون حَسَنة إذا قُصِد بها وَجهٌ يَحْسُن، نحو المضَرَّة بالضَّرْب للتَّأديب، وبالكَدِّ للتَّعلُّم والتَّعليم.

### الفرق بين الإِسَاءة والسُّوء
هو أنَّ (الإِسَاءة: اسمٌ للظُّلم، يقال: أَسَاء إليه إذا ظَلَمه، والسُّوء: اسمٌ الضَّرر والغَمِّ، يقال: سَاءَه يسُوؤه، إذا ضَرَّه وغَمَّه، وإن لم يكن ذلك ظُلمًا).
وقيل: (الإِسَاءة: فِعْلُ المسيء، والسُّوء: الفعل ممَّا يسوء).

## العلاقة بين الإساءة والإحسان
((الإِسَاءة ضدُّ الالإحسان، والإحسان واجبٌ، فالإِسَاءة ممنوعةٌ؛ لأنَّ قولك: أَحْسِن إلى فلان، يقوم مقام قولك: لا تسئ إليه، وذلك معنى مقتضاه فقط. وأما قولك: لا تسيء إليه، فليس فيه الإحسان إليه. وكذلك إذا قلت: لا تحسن إليه، فليس فيه أن تسيء إليه أصلًا؛ لأنَّ هذا مِن الأضداد التي بينها وسائط، والوسيطة هاهنا التي بين الإِسَاءة والإحسان: المتَاركة. وأمَّا إذا قلت: أَسِئ إلى فلان، ففيه رفع الإحسان عنه؛ لأنَّ الضدَّ يدفع الضدَّ، إذا وقع أحدهما بطل الآخر)).

## شواهد ذم الإساءة من القرآن
- قال تعالى (في سورة فصلت): ﴿مَنْ عَمِلَ صَالِحًا فَلِنَفْسِهِ وَمَنْ أَسَاءَ فَعَلَيْهَا وَمَا رَبُّكَ بِظَلَّامٍ لِلْعَبِيدِ ۝٤٦﴾ [فصلت:46].

قال السعدي: (وفي هذا حثٌّ على فعل الخير، وترك الشَّرِّ، وانتفاع العاملين، بأعمالهم الحسنة، وضررهم بأعمالهم السَّيِّئة).
- وقال تعالى (في سورة الإسراء): ﴿إِنْ أَحْسَنْتُمْ أَحْسَنْتُمْ لِأَنْفُسِكُمْ وَإِنْ أَسَأْتُمْ فَلَهَا فَإِذَا جَاءَ وَعْدُ الْآخِرَةِ لِيَسُوءُوا وُجُوهَكُمْ وَلِيَدْخُلُوا الْمَسْجِدَ كَمَا دَخَلُوهُ أَوَّلَ مَرَّةٍ وَلِيُتَبِّرُوا مَا عَلَوْا تَتْبِيرًا ۝٧﴾ [الإسراء:7]

أي: (فإليها ترجع الإِسَاءة لِمَا يتوجَّه إليها مِن العقاب، فرغَّب في الإحسان، وحذَّر مِن الإِسَاءة).
- وقال تعالى (في سورة المؤمنون): ﴿ادْفَعْ بِالَّتِي هِيَ أَحْسَنُ السَّيِّئَةَ نَحْنُ أَعْلَمُ بِمَا يَصِفُونَ ۝٩٦﴾ [المؤمنون:96].

أي: (إذا أَسَاء إليك أعداؤك، بالقول والفعل، فلا تقابلهم بالإِسَاءة).
- وقال تعالى (في سورة فصلت): ﴿وَلَا تَسْتَوِي الْحَسَنَةُ وَلَا السَّيِّئَةُ ادْفَعْ بِالَّتِي هِيَ أَحْسَنُ فَإِذَا الَّذِي بَيْنَكَ وَبَيْنَهُ عَدَاوَةٌ كَأَنَّهُ وَلِيٌّ حَمِيمٌ ۝٣٤ وَمَا يُلَقَّاهَا إِلَّا الَّذِينَ صَبَرُوا وَمَا يُلَقَّاهَا إِلَّا ذُو حَظٍّ عَظِيمٍ ۝٣٥﴾ [فصلت:34–35].

أي: (فإذا أَسَاء إليك مُسِيءٌ مِن الخَلْق -خصوصًا مَن له حقٌّ كبير عليك، كالأقارب، والأصحاب، ونحوهم- إِسَاءةً بالقول أو بالفعل، فقابله بالإحسان إليه، فإن قطعك فَصِلْه، وإن ظلمك، فاعف عنه، وإن تكلَّم فيك -غائبًا أو حاضرًا- فلا تقابله، بل اعف عنه، وعامله بالقول اللَّيِّن. وإن هجرك، وترك خِطَابك، فَطيِّبْ له الكلام، وابذل له السَّلام، فإذا قابلت الإِسَاءة بالإحسان، حصل فائدةٌ عظيمةٌ).

## شواهد ذم الإساءة من السُّنة النبوية
روي عن أبي ذر  أن رسول اللّه ﷺ قال: 
| إساءة (خلق) | (مَن أحسن فيما بقي، غُفِر له ما مضى، ومَن أَسَاء فيما بقي، أُخِذ بما مضى وما بقي). | إساءة (خلق) |

```
-
عن 
عبد الله بن مسعود
 
 قال: ((قال رجل: يا رسول الله، أنؤاخذ بما عملنا في الجاهليَّة؟ 
```

| إساءة (خلق) | قال: مَن أحسن في الإسلام لم يؤاخذ بما عمل في الجاهلية، ومَن أَسَاء في الإسلام أُخِذ بالأوَّل والآخر)). | إساءة (خلق) |

قال العيني: (منهم مَن قال: المراد بالإِسَاءة في الإسلام: الارتداد مِن الدِّين).
وقال المناوي: (فالمراد بالإِسَاءة: الكفر؛ وهو غاية الإِسَاءة).
- عن معاذ بن جبل : أنَّ النَّبي بعثه إلى قوم، فقال: يا رسول الله، أوصني. قال: 
| إساءة (خلق) | ((افشِ السَّلام وابذل الطَّعام... وإذا أَسَأت فأَحْسِن، ولتحسِّن خلقك ما استطعت)) | إساءة (خلق) |

.
قال ملا علي القاري: (وإذا أَسَأت فأَحْسِن. وهو يحتمل معنيين، أحدهما: أنَّه إذا فعل معصية، يحدثها توبة، أو طاعة، وإذا أَسَاء إلى شخصٍ، أَحْسَن إليه، ومنه قوله تعالى: ((وَلا تَسْتَوِي الْحَسَنَةُ وَلا السَّيِّئَةُ)) [فصِّلت: 34]).

## أقوال السلف والعلماء في الإساءة
- قيل (مَن رضي لنفسه بالإِسَاءة، شهد على نفسه بالرَّداءة والدَّناءة).[16]
- وقيل: (أربعةٌ يُـقْضَى بها على أربعةٍ: السِّعَاية على الدَّناءة، والإِسَاءة على الرَّداءة، والحَلِف على البُخل، والسَّخَف على الجهل).[17]
- عن الحسن البصري أنَّه كان يقول: (إنَّ المؤمن جمع إحسانًا وشفقةً، وإنَّ المنافق جمع إِسَاءةً وأَمْنًا)[18]
- وقال بعض السَّلف: (ما أحسنتُ إلى أحدٍ، وما أسأتُ إلى أحدٍ، وإنَّما أحسنتُ إلى نفسي، وأسأتُ إلى نفسي).[19]
- وقال ابن حزم: (لم أرَ لإبليس أَصْيَد ولا أَقْـبَح ولا أَحْمَق مِن كلمتين ألقاهما على أَلْسِنة دُعَاته: -*إحداهما: اعتذار مَن أَسَاء بأنَّ فلانًا أَسَاء قبله. -*والثَّانية: استسهال الإنسان أن يُسيء اليوم؛ لأنَّه قد أَسَاء أمس، أو أن يُسيء في وجهٍ ما؛ لأنَّه قد أَسَاء في غيره)[20]
- وعن ميمون قال: (مَن أَسَاء سِرًّا، فليتبْ سِرًّا، ومَن أَسَاء علانيةً، فليتب علانيةً، فإنَّ الله يغفر ولا يُعَيِّر، وإنَّ النَّاس يُعَيِّرون ولا يغفرون).[21]
- وقال موسى بن جعفر: (مَن لم يجد للإِسَاءة مَضَضًا، لم يكن للإحسان عنده موقع).[22]

## ذم الإساءة والترفع عن ردها في أشعار العرب
- قال الحسن بن علي :[23]

- قال محمود بن الحسن الوراق:[24]